# 龟甲笠螺
龟甲笠螺（学名：Cellana testudinaria），是原始腹足目笠螺科盖笠螺属的一种。主要分布于越南、马来西亚、印度尼西亚、中国大陆、台湾，常栖息在亚潮间带岩石、潮间带中、低潮区。